# Pontius
Pontius (Mitte des 3. Jahrhunderts, genaue Lebensdaten sind nicht bekannt) war ein christlicher lateinischer Schriftsteller aus Karthago. In der Gemeinde von Karthago hatte er die Stellung eines Diakons. Von Pontius ist nur ein Werk bekannt: Die „Vita Caecilii Cypriani“, eine Lebensbeschreibung des Cyprian von Karthago. Der Wert des Werkes als historische Quelle für das Leben Cyprians ist umstritten und wird eher gering eingeschätzt; bedeutsam ist das Werk jedoch als Darstellung des Idealbilds eines christlichen Bischofs aus dem 3. Jahrhundert.
Pontius und sein Werk werden erwähnt bei Hieronymus (De viris illustribus 68).